# Hendrik Diderik Bernhard Meijer

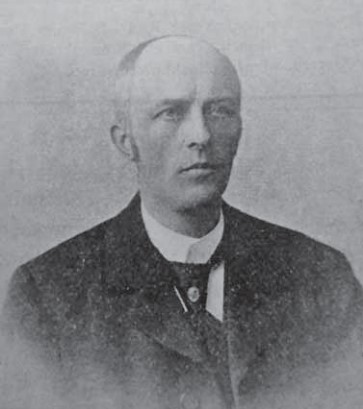
H.D.B. Meijer (1852-1925)

Hendrik Diderik Bernhard Meijer (Puttershoek, 15 juli 1852 – Hilversum, 26 maart 1925), Hadébé (zijn initialen) voor intimi, was een Amsterdamse koopman in zuivel. Hij was een verdienstelijke schaker en naast zijn reguliere werk was hij van 1896 tot 1906 secretaris van de Nederlandse Schaakbond.
Meijer vergrootte het aanzien van het Nederlandse schaken in het buitenland door de organisatie van vier grote internationale toernooien. Hij is tevens de bedenker van het vlaggetje van de mechanische schaakklok, een uitvinding die in de internationale schaakjargon zelfs in het digitale tijdperk beklijft: men spreekt van "door de vlag gaan" (Engels: flagging) wanneer iemands schaaktijd op is.

## Levensloop
Meijer werd geboren in 1852 te Puttershoek als zoon van onderwijzer Adolph Frederik Meijer en Sijbreg Kater. Hij trouwde in 1880 met Anna Gerharda van den Sigtenhorst (1854-1926), met wie hij drie kinderen kreeg: Christina Regina Sybreg (1881-1951), Gerhard (1883 - ?, vertrok naar de Verenigde Staten) en Bernhard van den Sigtenhorst Meyer (1888-1953), die een bekende componist en pianist werd.

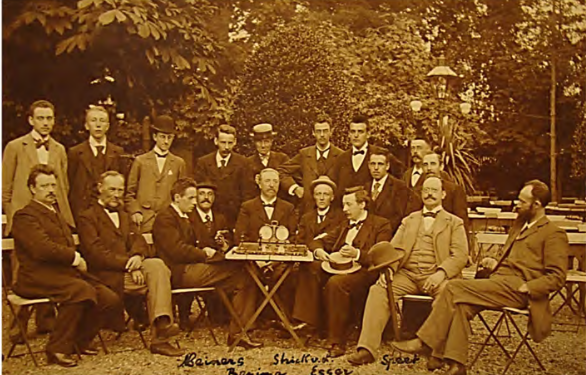
Bondswedstrijd in Utrecht (1897). Staand v.l.n.r.: Van der Meulen, Leussen, onbekend, Meiners, Benima, Strick van Linschoten, Esser, D.Bleijkmans, Speet, A. Bleijkmans. Zittend v.l.n.r.: Wieling, Westendorp Boerma, Loman, onbekend, Van Rhijn, H.D.B. Meijer, Olland, Ten Tusschedé, onbekend.

Meijer vestigde zich op latere leeftijd als koopman in Amsterdam, waar hij lid was van de Amsterdamse schaakclub VAS. Van 1896 tot 1906 was hij secretaris van de Nederlandse Schaakbond, waar zijn dynamische inbreng tot de organisatie van vier schaaktoernooien op Nederlandse bodem met internationale bezetting leidde (1899 in Amsterdam, 1901 in Haarlem, 1903 in Hilversum en 1905 in Scheveningen, zie Publicaties). In die periode vond hij het vlaggetje uit voor de mechanische schaakklok, dat spoedig gemeenschapsgoed werd van de internationale schaakgemeenschap.
In 1903 verhuisde hij naar Hilversum en sloot hij zich aan bij het Hilversums Schaakgenootschap. Daar maakt de club kennis met zijn 'buiten het kader' denkpatroon, waarvan met name zijn verdedigingsvariant met de zwarte stukken getuigde: 1. …, a5; 2. …, b6; 3. …, La6. Hij werd er driemaal clubkampioen.
Nadat hij zijn functie bij de bond had neergelegd bleef hij zich bemoeien met de schaakwereld. Zo wist hij in 1906 en 1912 twee wedstrijden te organiseren met Engelse schaakclubs, iets wat de bond niet voor elkaar kreeg.

## Publicaties
Als secretaris van de Nederlandse Schaakbond heeft Meijer vier internationale toernooien op Nederlandse bodem georganiseerd. De jaren dat deze georganiseerd werden vervingen ze de nationale schaakwedstrijden die jaarlijks georganiseerd werden, de officieuze en open Nederlandse schaakkampioenschappen. Meijer publiceerde hiervan rapporten:
- Internationale schaakwedstrijd: hoofdklasse, gehouden van 7-16 augustus te Amsterdam 1899, Koch en Knuttel (1899)
- Tweede internationale schaakwedstrijd: hoofdklasse, gehouden van 22-31 juli te Haarlem 1901, Koch en Knuttel (1901)
- Derde internationale schaakwedstrijd: hoofdklasse, gehouden van 3-13 augustus te Hilversum 1903, Koch en Knuttel (1903)
- Vierde internationale schaakwedstrijd: hoofdklasse, gehouden van 1-10 augustus te Scheveningen 1905